# アレルヤ (Kalafinaの曲)
「アレルヤ」は、Kalafinaの13枚目のシングル。2013年10月2日にSME Recordsから発売された。

## 概要
前作「ひかりふる」から約1年ぶりのリリースとなる、2013年1作目のシングル。表題曲は、アニメーション映画『空の境界 未来福音』の主題歌に起用された。販売形態は空の境界盤(期間限定盤)、通常盤の2種リリースで、空の境界盤と通常盤で収録曲が一部異なる。

## チャート成績
2013年10月14日付オリコンウィークリーチャートで1.1万枚を売り上げて10位を獲得。また、2013年11月14日付のBillboard JAPAN Hot Animationでは1位を獲得した。 

## 収録曲
（全作詞・作曲・編曲：梶浦由記）

### 空の境界盤
1. アレルヤ [5:07]
アニメーション映画『空の境界 未来福音』主題歌
2. dolce [2:53]
アニメーション映画 『空の境界 未来福音 Extra chorus』 主題歌
3. fairytale ～2012 Chiristmas LIVE ver.～
4. 君が光に変えて行く ～2012　Christmas LIVE ver.～

### 通常盤
1. アレルヤ
2. dolce
3. seventh heaven ～2012 Christmas LIVE ver.～
4. snow falling～2012 Christmas LIVE ver.～

## 収録アルバム
| 曲目     | アルバム       | 発売日        | 備考           |
| -------- | -------------- | ------------- | -------------- |
| アレルヤ | THE BEST “Red” | 2014年7月16日 | ベストアルバム |
| dolce    |                |               |                |